# Ana Hotels
Ana Hotels este o companie hotelieră din România, controlată de omul de afaceri George Copos.
Compania deține hotelul de cinci stele Crowne Plaza din București, unitățile Europa și Astoria din Eforie Nord, precum și hotelurile de trei stele Sportul, Bradul și Poiana din Poiana Brașov.
George Copos controlează și hotelul Athénée Palace Hilton din București.
Cifra de afaceri:
- 2009: 107,4 milioane lei[2]
- 2008: 25,2 milioane euro[3]

Venit net în 2008: 3,1 milioane euro